# Vostok 3
Vostok 3 fu una missione con equipaggio a bordo nel corso del programma sovietico di esplorazione spaziale Vostok. Insieme con la missione Vostok 4 si trattò del primo volo di due capsule accoppiate nella storia del volo umano nello spazio. Il cosmonauta Andrijan Grigor'evič Nikolaev rimase per quasi quattro giorni interi nell'orbita terrestre.

## Preparazione
Dagli spettacolari voli della Vostok 1 e della Vostok 2 erano ormai passati alcuni mesi, quando a febbraio del 1962 per la prima volta gli Stati Uniti d'America riuscirono ad effettuare il loro primo volo orbitale con equipaggio nel corso della missione Mercury-Atlas 6. Anche se tale risultato positivo raggiunto dalla NASA con sole tre orbite terrestri complete fu notevolmente inferiore delle prestazioni sovietiche (che avevano già terminato con successo una missione che aveva percorso ben 17 orbite terrestri), l'Unione Sovietica volle ad ogni costo stupire il resto del mondo con la realizzazione di un ulteriore sensazionale progetto: il primo volo di coppia di due capsule Vostok.
Fu l'allora vicepresidente del consiglio dei ministri Dmitrij Fëdorovič Ustinov a pretendere dal direttore dei programmi spaziali sovietici Sergej Pavlovič Korolëv un lancio entro la fine di marzo del 1962, pretesa che si dimostrò ben presto non realizzabile a causa del breve periodo di preparazione che sarebbe stato a disposizione se tale termine fosse stato rispettato. Due lanci falliti di satelliti artificiali privi di equipaggio, comunque eseguiti usando lo stesso lanciatore che doveva portare nello spazio le capsule Vostok, causarono ulteriori rallentamenti nella realizzazione dei programmi. In occasione del secondo lancio fallito, il razzo vettore esplose pochi secondi dopo essersi alzato da terra, danneggiando notevolmente la rampa di lancio, tanto che fu necessario svolgere maggiori lavori di riparazione, che ovviamente richiesero ulteriore tempo.
Pilota della missione venne nominato Andrijan Grigor'evič Nikolaev, mentre Valerij Fëdorovič Bykovskij ne divenne suo sostituto.

## Missione
Vostok 3 venne lanciata l'11 agosto 1962 alle ore 11:30 (ora di Mosca) dal cosmodromo di Bajkonur. La missione incontrò grossi problemi durante la fase di lancio, dato che una torre contenente degli appositi cavi di alimentazione non si staccò, come previsto, dal lanciatore, bensì precipitò a lato solo pochi secondi prima del distacco da terra. Superati tali attimi di panico, pochi minuti dopo venne raggiunta la programmata traiettoria d'orbita terrestre con un perigeo di 166 km ed un apogeo di 218 km. L'inclinazione misurò 65 gradi.
Circa 24 ore più tardi avvenne il lancio di Vostok 4, equipaggiata da Pavel Romanovič Popovič. L'entrata in orbita della Vostok 4 significò che per la prima volta nella storia due cosmonauti si trovavano contemporaneamente nello spazio.
Le due traiettorie d'orbita furono pressoché identiche, tanto che le due capsule spaziali si avvicinarono fino a circa 6,5 km di distanza. Tale avvicinamento comunque non fu frutto di una manovra orbitale o raggiunto mediante pilotaggio attivo, bensì semplicemente raggiunto tramite i precisissimi calcoli di traiettoria eseguiti in fase di programmazione della missione. Pertanto non si può definire tale avvicinamento come una manovra di rendezvous nel più stretto significato di tale definizione.
Con il perdurare della missione le due capsule continuarono ad allontanarsi man mano. Ciò nonostante si presume che Nikolaev e Popovič rimasero direttamente in contatto via radio per tutta la durata della missione.
Vostok 3 percorse la distanza di ben 64 orbite terrestri. Alle ore 09.52 (ora di Mosca) del 15 agosto 1962 avvenne l'atterraggio nelle vicinanze di Karaganda - oggi nel Kazakistan. Come accadeva di solito per i voli Vostok, Nikolaev si catapultò dall'abitacolo della capsula mediante un apposito seggiolino eiettabile, atterrando appeso ad un paracadute. Sette minuti dopo atterrò pure la Vostok 4 con Popovič a circa 290 km di distanza. Con quasi quattro giorni interi, Nikolaev aveva raggiunto un nuovo record mondiale di permanenza nello spazio durante una missione.

## Importanza
Il nuovo record di quasi quattro giorni raggiunto da Nikolaev significò una quadruplicazione del record precedente. Fino a tale momento il record di permanenza nello spazio da parte di un astronauta americano furono le più che modeste cinque ore raggiunte da Scott Carpenter durante la missione Mercury-Atlas 7. Il vantaggio sovietico sembrava essere incolmabile.
Il volo in coppia di Vostok 3 e Vostok 4 venne festeggiato come importantissimo risultato raggiunto nell'ambito dell'esplorazione spaziale sovietica. Anche se oggigiorno è noto che le capsule di per sé non potevano essere pilotate direttamente dai cosmonauti, si deve particolarmente sottolineare l'abilità sovietica nell'essere in grado di lanciare due capsule spaziali entro sole 24 ore. Inoltre pure la trasmissione dei collegamenti via radio ed in particolar modo i dati di telemetria verso due capsule spaziali in volo significò un enorme e particolare risultato positivo. Bisogna infatti considerare che in tale periodo non esistevano ancora satelliti artificiali di comunicazione e che l'Unione Sovietica, al contrario degli Stati Uniti d'America, non disponeva di una rete di collegamento via radio mediante stazioni di controllo posizionate in tutte le parti del mondo. Nonostante le capsule non potessero essere pilotate direttamente dai cosmonauti, il volo di coppia fornì importantissimi risultati per la tecnica da utilizzare nell'esecuzione di successive manovre rendezvous.